# Aleksandr Burdakow
Aleksandr Stiepanowicz Burdakow (ros. Александр Степанович Бурдаков, ur. 1906 we wsi Łaja w guberni jekaterynburskiej, zm. 10 maja 1956 w Moskwie) – radziecki polityk, działacz partyjny.

## Życiorys
Od 1927 należał do WKP(b) i działał w związkach zawodowych, ukończył Irkucki Uniwersytet Komunistyczny i został zastępcą szefa Wydziału Politycznego Stacji Maszynowo-Traktorowej, potem kierownikiem rejonowego oddziału rolnego w obwodzie irkuckim. W 1939 był przewodniczącym komitetu wykonawczego czeremchowskiej rady rejonowej i potem gołumietskiej rady rejonowej, a od 1941 do stycznia 1944 I sekretarzem załaryńskiego rejonowego komitetu partyjnego. Od stycznia 1944 do 1950 kierował Wydziałem Rolnym Irkuckiego Komitetu Obwodowego WKP(b), potem do września 1952 był sekretarzem tego komitetu, a od 29 października 1952 do maja 1956 przewodniczącym Komitetu Wykonawczego Irkuckiej Rady Obwodowej.